# Liste der Stolpersteine in Freiburg-Wiehre

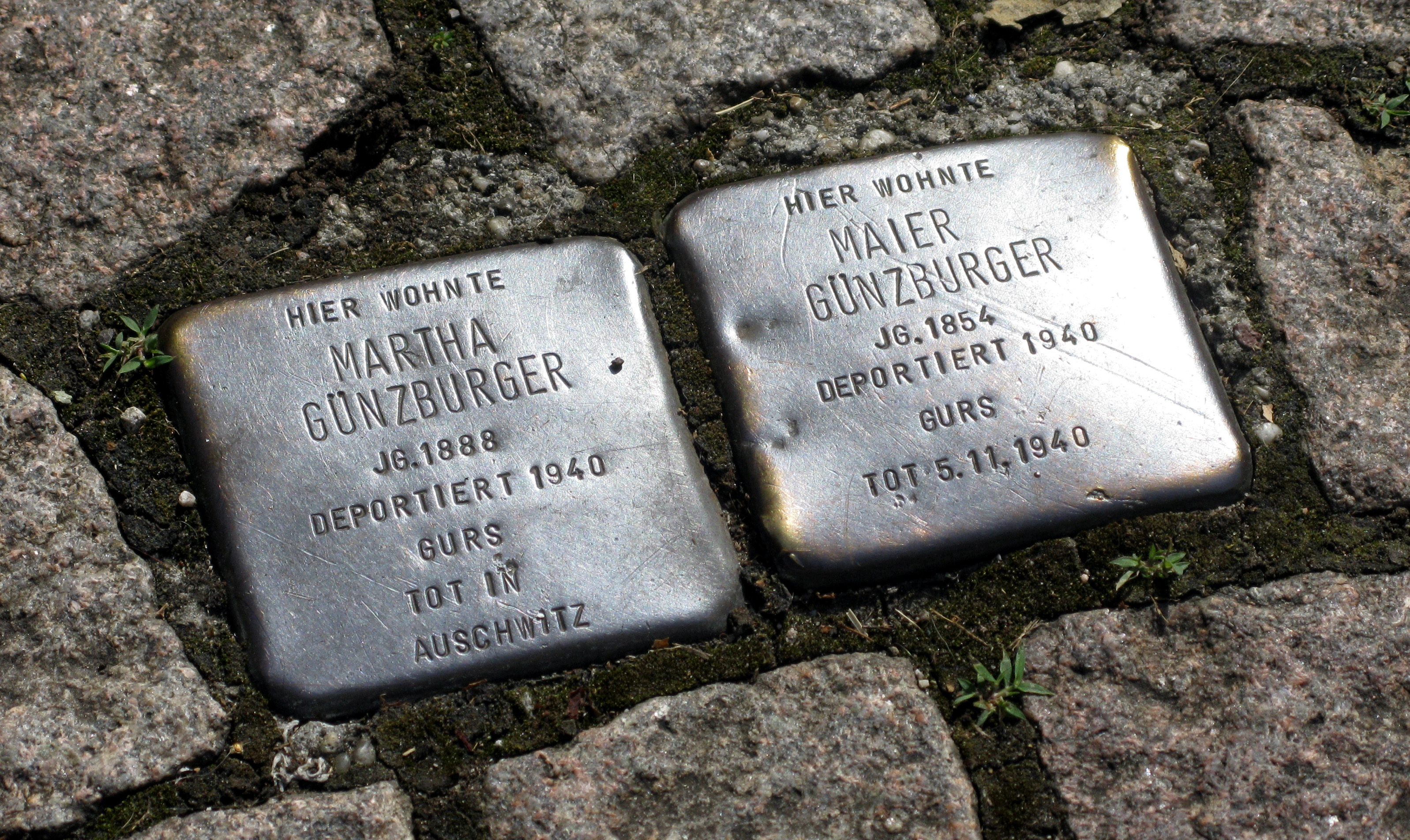
Stolpersteine in der Günterstalstraße 29

Die Liste der Stolpersteine in Freiburg-Wiehre führt die besonderen Pflastersteine in Gehwegen, die an die Opfer der nationalsozialistischen Diktatur im Stadtteil Wiehre von Freiburg im Breisgau erinnern sollen. Die Stolpersteine sind ein Projekt des Künstlers Gunter Demnig. Mit diesen kleinen Gedenktafeln soll an das Schicksal der Menschen erinnert werden, die während des Nationalsozialismus ermordet, deportiert, vertrieben oder in den Suizid getrieben wurden.
Stolpersteine sind kubische Betonsteine mit einer Kantenlänge von zehn Zentimetern, auf deren Oberseite sich eine individuell beschriftete Messingplatte befindet. Sie werden in der Regel vor den letzten frei gewählten Wohnhäusern der NS-Opfer niveaugleich in die Pflaster der Gehwege eingelassen. Mittlerweile gibt es über 100.000 Stolpersteine (Stand: März 2024) nicht nur in Deutschland, sondern auch in 30 weiteren europäischen Ländern. Die Stolpersteine sind das größte dezentrale Mahnmal der Welt.
Der erste Stolperstein von Freiburg i. Br. wurde am 22. Oktober 2002 in der Goethestraße 33 verlegt, er ist dem Nationalökonomen Robert Liefmann (1874-1941) gewidmet.
Weitere Stolpersteine der Stadt finden sich in:
- Liste der Stolpersteine in der Altstadt von Freiburg im Breisgau
- Liste der Stolpersteine in Freiburg-Neuburg
- Liste der Stolpersteine in den Freiburger Außenbezirken

## Stolpersteine in Freiburg-Wiehre

### Verlegte Stolpersteine
| Bild | Inschrift | Verlegeort                                                                    | Verlege- datum                    | Name, Leben, Bemerkungen |
| --- | --- | ----------------------------------------------------------------------------- | --------------------------------- | --- |
| Bild gesucht Die Wikipedia wünscht sich an dieser Stelle ein Bild vom Ort mit diesen Koordinaten 47.986439 7.854275 . Motiv: Zasiusstraße 44: Stolpersteine für Familie Alpern Falls du dabei helfen möchtest, erklärt die Anleitung , wie das geht. BW                         | HIER WOHNTE ADELE ALPERN GEB. ALTMANN JG. 1903 'POLENAKTION' 1938 BENTSCHEN/ZBAYZYN FLUCHT 1939 ENGLAND                                                                         | Zasiusstraße 44                                                               | 10. Okt. 2017                     | Adele Alpern geb. Altmann (1903–) |
| | HIER WOHNTE ANITA ALPERN JG. 1933 'POLENAKTION' 1938 BENTSCHEN/ZBAYZYN KINDERTRANSPORT 1939 ENGLAND                                                                             | Zasiusstraße 44                                                               | 10. Okt. 2017                     | Anita Alpern (1933–) |
| | HIER WOHNTE HENRY ALPERN JG. 1931 'POLENAKTION' 1938 BENTSCHEN/ZBAYZYN KINDERTRANSPORT 1939 ENGLAND                                                                             | Zasiusstraße 44                                                               | 10. Okt. 2017                     | Henry Alpern (1931–) |
| | HIER WOHNTE IRENE ALPERN JG. 1937 'POLENAKTION' 1938 BENTSCHEN/ZBAYZYN FLUCHT 1939 ENGLAND                                                                                      | Zasiusstraße 44                                                               | 10. Okt. 2017                     | Irene Alpern (1937–) |
| | HIER WOHNTE LEO ALPERN JG. 1903 'POLENAKTION' 1938 BENTSCHEN/ZBAYZYN FLUCHT 1939 ENGLAND                                                                                        | Zasiusstraße 44                                                               | 10. Okt. 2017                     | Leo Alpern (1903–) |
| | HIER WOHNTE SONJA ALPERN JG. 1935 'POLENAKTION' 1938 BENTSCHEN/ZBAYZYN KINDERTRANSPORT 1939 ENGLAND                                                                             | Zasiusstraße 44                                                               | 10. Okt. 2017                     | Sonja Alpern (1935–) |
| Bild gesucht Die Wikipedia wünscht sich an dieser Stelle ein Bild vom Ort mit diesen Koordinaten 47.986016 7.859683 . Motiv: Erwinstraße 95: Stolperstein für Rosa Bach Falls du dabei helfen möchtest, erklärt die Anleitung , wie das geht. BW                                | HIER WOHNTE ROSA BACH GEB. PERL JG. 1870 DEPORTIERT 1940 GURS / NOÉ FLUCHT / ÜBERLEBT                                                                                           | Erwinstraße 95                                                                | Jan. 2005                         | Rosa Bach geb. Perl (1870–1952) |
| | HIER WOHNTE LOTTE BERNSTEIN JG. 1889 DEPORTIERT 1942 RICHTUNG OSTEN ? | Goethestraße 3 (Lage)                                                         | 1. Nov. 2004                      | Lotte Bernstein (1889-?) |
| Stolpersteine Zasiusstraße 84 | HIER WOHNTE ADOLF BESAG JG. 1873 DEPORTIERT 1942 THERESIENSTADT BEFREIT - ÜBERLEBT                                                                                              | Zasiusstraße 84 (Lage)                                                        | Okt. 2005                         | Adolf Besag (1873–) |
| Stolpersteine Zasiusstraße 84 | HIER WOHNTE PAULINE BESAG GEB. MAIER JG. 1875 DEPORTIERT 1942 THERESIENSTADT ERMORDET 23.10.1942                                                                                | Zasiusstraße 84 (Lage)                                                        | Okt. 2005                         | Pauline Besag geb. Maier (1875–1942) |
| Bild gesucht Die Wikipedia wünscht sich an dieser Stelle ein Bild vom Ort mit diesen Koordinaten 47.986836 7.864217 . Motiv: Zasiusstraße 119: Stolpersteine für Margarete Bielski und Agnes Weigert Falls du dabei helfen möchtest, erklärt die Anleitung , wie das geht. BW   | HIER WOHNTE MARGARETE BIELSKI JG. 1892 DEPORTIERT 1940 GURS INTERNIERT DRANCY 1942 AUSCHWITZ ERMORDET 1942                                                                      | Zasiusstraße 119                                                              | 28. Sep. 2007                     | Margarete Bielski (1892–1942) |
| | HIER WOHNTE FRITZ BLOCH JG. 1905 STUDIENVERBOT 1934 FLUCHT 1936 PALÄSTINA | Hildastraße 31                                                                | 4. Jun. 2024                      | Fritz Bloch (1905–?) |
| Bild gesucht Die Wikipedia wünscht sich an dieser Stelle ein Bild vom Ort mit diesen Koordinaten 47.98725 7.862628 . Motiv: Bürgerwehrstraße 16: die Stolpersteine für die Familie Bloch Falls du dabei helfen möchtest, erklärt die Anleitung , wie das geht. BW               | HIER WOHNTE HANS ROBERT BLOCH JG. 1932 FLUCHT 1938 FRANKREICH VERSTECKT AUF BAUERNHOF IN LACHAUD ÜBERLEBT                                                                       | Bürgerwehrstraße 16                                                           | 21. Nov. 2023                     | Hans Robert Bloch (1932–) |
| | HIER WOHNTE HILDE BLOCH GEB. HABERER JG. 1894 FLUCHT 1936 SCHWEIZ FRANKREICH VERSTECKT ÜBERLEBT                                                                                 | Reichsgrafenstraße 16 (Lage)                                                  | Jan. 2005                         | Hilde Bloch geb. Haberer (1899–) |
| Bild gesucht Die Wikipedia wünscht sich an dieser Stelle ein Bild vom Ort mit diesen Koordinaten 47.986442 7.855189 . Motiv: Zasiusstraße 52: Stolpersteine für Familie Bloch Falls du dabei helfen möchtest, erklärt die Anleitung , wie das geht. BW                          | HIER WOHNTE IDA BLOCH JG. 1886 DEPORTIERT 1940 GURS 1942 AUSCHWITZ VERSCHOLLEN                                                                                                  | Zasiusstraße 52 (Lage)                                                        | Jan. 2003                         | Ida Bloch (1886–1942/45) |
| | HIER WOHNTE KLARA BLOCH GEB. MAGER JG. 1858 FLUCHT 1939 HOLLAND LAGER WESTERBORK TOT 25.3.1941                                                                                  | Zasiusstraße 52 (Lage)                                                        | 28. Sep. 2007                     | Klara Bloch geb. Mager (1858–1941) |
| | HIER WOHNTE JULIUS BLOCH JG. 1874 DEPORTIERT 1940 GURS TOT AM 13.10.1941 IN COURS DILLON                                                                                        | Hildastraße 31                                                                | 10. Okt. 2017                     | Julius Bloch (1874–1941) |
| | HIER WOHNTE LISELOTTE KÄTHE BLOCH JG. 1927 SCHULVERBOT 1935 FLUCHT 1936 FRANKREICH VER[S]TECKT KLOSTER PONTGIBAUD ÜBERLEBT                                                      | Bürgerwehrstraße 16                                                           | 21. Nov. 2023                     | Liselotte Käthe Bloch (1927–) |
| | HIER WOHNTE LUDWIG ELIEZER BLOCH JG. 1897 BERUFSVERBOT 1938 FLUCHT FRANKREICH IN DER RESISTANCE 1944 DENUNZIERT DEPORTIERT KZ BUCHENWALD ERMORDET 25.2.1945                     | Bürgerwehrstraße 16                                                           | 21. Nov. 2023                     | Ludwig Eliezer Bloch (1897–1945) |
| | HIER WOHNTE MARGARETE MARTHA BLOCH GEB. STRASBURGER JG. 1903 FLUCHT 1938 FRANKREICH VERSTECKT/ÜBERLEBT                                                                          | Bürgerwehrstraße 16                                                           | 21. Nov. 2023                     | Margarete Martha Bloch geb. Strasburger (1903–) |
| | HIER WOHNTE MAX BLOCH JG. 1894 FLUCHT SCHWEIZ / FRANKREICH NIZZA MISSHANDELT GESTAPO TOT 14.12.1943                                                                             | Reichsgrafenstraße 16 (Lage)                                                  | Jan. 2005                         | Max Bloch (1894–1943) |
| Bild gesucht Die Wikipedia wünscht sich an dieser Stelle ein Bild vom Ort mit diesen Koordinaten 47.989473 7.854426 . Motiv: Hildastraße 17: der Stolperstein für Max und Ruth Bloch Falls du dabei helfen möchtest, erklärt die Anleitung , wie das geht. BW                   | HIER WOHNTE MAX BLOCH JG. 1895 BERUFSVERBOT ZWANGSVERKAUF DER FIRMA 'SCHUTZHAFT' 1938 DACHAU FLUCHT 1938 USA                                                                    | Hildastraße 17                                                                | 10. Okt. 2017                     | Max Bloch (1895–) |
| | HIER WOHNTE PAULA BLOCH GEB. SCHAFFERER JG. 1874 DEPORTIERT 1940 GURS MEHRFACH INTERNIERT 1943 MASSEUBE BEFREIT                                                                 | Hildastraße 31                                                                | 10. Okt. 2017                     | Paula Bloch geb. Schafferer (1879–) |
| | HIER WOHNTE RUTH BLOCH GEB. GIDION JG. 1898 FLUCHT 1938 USA | Hildastraße 17                                                                | 10. Okt. 2017                     | Ruth Bloch geb. Gidion (1898–) |
| | HIER WOHNTE WALTER LEOPOLD BLOCH JG. 1929 SCHULVERBOT 1935 FLUCHT 1936 FRANKREICH VERSTECKT AUF BAUERNHOF IN LACHAUD ÜBERLEBT                                                   | Bürgerwehrstraße 16                                                           | 21. Nov. 2023                     | Walter Leopold Bloch (1929–) |
| Bild gesucht Die Wikipedia wünscht sich an dieser Stelle ein Bild vom Ort mit diesen Koordinaten 47.982398 7.846407 . Motiv: Schwaighofstraße 12: Stolpersteine für Familie Böhm Falls du dabei helfen möchtest, erklärt die Anleitung , wie das geht. BW                       | HIER WOHNTE ELLA BOEHM GEB. WERTHAUER JG. 1864 DEPORTIERT 1940 GURS 1944 AUSCHWITZ FÜR TOT ERKLÄRT                                                                              | Schwaighofstraße 12 (Lage)                                                    | Jan. 2003                         | Ella Boehm geb. Werthauer (1864–1944/45) |
| | HIER WOHNTE DR. GERDA BOEHM JG. 1898 DEPORTIERT 1940 GURS 1944 AUSCHWITZ FÜR TOT ERKLÄRT                                                                                        | Schwaighofstraße 12 (Lage)                                                    | Jan. 2003                         | Dr. Gerda Boehm (1898–1944/45) |
| | HIER WOHNTE HERTHA BRAUN JG. 1904 FLUCHT 1934 USA | Dreikönigstraße 16                                                            | 4. Jun. 2024                      | Hertha Braun wurde als Tochter von Sophie geb. Goldschmidt und Martin Braun am 1. Juli 1904 in Freiburg i.Br. geboren. Sie heiratete Ernest Hessenberger (1901–1976). Sie starb am 9. September 1981 in Berkeley, Kalifornien. |
| | HIER WOHNTE MARTIN BRAUN JG. 1872 GEDEMÜTIGT / ENTRECHTET TOT 22. FEB. 1933 | Dreikönigstraße 16                                                            | 4. Jun. 2024                      | Martin Braun, Kaufmann (1876–) |
| [ 34 ] | HIER WOHNTE SOPHIE BRAUN GEB. GOLDSCHMIDT JG. 1879 BERIFSVERBOT 1938 DEPORTIERT 1942 THERESIENSTADT TREBLINKA ERMORDET SEP. 1942                                                | Dreikönigstraße 16                                                            | 4. Jun. 2024                      | Sophie Braun geb. Goldschmidt (1879–1942) |
| | HIER WOHNTE FANNY BREISACHER JG. 1876 DEPORTIERT 1940 GURS TOT AM 24.3.1942 RÉCÉBÉDOU                                                                                           | Glümerstraße 31                                                               | Jan. 2003                         | Fanny Breisacher (1876–1942) |
| | HIER WOHNTE FRIEDA BREISACHER JG. 1880 DEPORTIERT 1940 GURS TOT AM 4.1.1941 RÉCÉBÉDOU                                                                                           | Glümerstraße 31                                                               | Jan. 2003                         | Frieda Breisacher (1880–1941) |
| | HIER WOHNTE HEDWIG BURGER JG. 1887 DEPORTIERT 1940 TOT AM 9.12.1940 IN GURS | Turnseestraße 9 (Lage)                                                        | Jan. 2003                         | Hedwig Burger (1887–1940) |
| | HIER WOHNTE IDA COHN GEB. SCHWARZ JG. 1870 DEPORTIERT 1942 KZ THERESIENSTADT TOT 13.1.1943                                                                                      | Goethestraße 3 (Lage),                                                        | 1. Nov. 2004                      | Ida Cohn geb. Schwarz (1870–1943) |
| | HIER WOHNTE ELSA COHN JG. 1879 SELBSTMORD 13.10.1939 | Lugostraße 4                                                                  | Jan. 2005                         | Elsa Cohn (1879–1939) |
| | HIER WOHNTE BRUNO DANZIGER JG. 1898 FLUCHT PRAG - HOLLAND DEPORTIERT 1944 THERESIENSTADT ERMORDET 17.11.1944 KZ GLEIWITZ                                                        | Zasiusstraße 34 (Lage)                                                        | Sep. 2006                         | Bruno Danziger (1898–1944) |
| | HIER WOHNTE HEINZ DANZIGER JG. 1928 FLUCHT PRAG - HOLLAND DEPORTIERT 1944 THERESIENSTADT AUSCHWITZ ERMORDET 28.2.1945                                                           | Zasiusstraße 34 (Lage)                                                        | Sep. 2006                         | Heinz Danziger (1928–1944) |
| | HIER WOHNTE LENA DANZIGER GEB. MODEL JG. 1928 FLUCHT PRAG - HOLLAND DEPORTIERT 1944 THERESIENSTADT BEFREIT 8.5.1945                                                             | Zasiusstraße 34 (Lage)                                                        | Sep. 2006                         | Lena Danziger geb. Model (1928–1944) |
| | HIER WOHNTE DR. BENJAMIN DAUBE JG. 1907 STUDIENVERBOT 1933 FLUCHT SCHWEIZ 1939 ENGLAND                                                                                          | Goethestraße 35 (Lage)                                                        | 25. Okt. 2019                     | Dr. Benjamin Daube (1907–1945) |
| | HIER WOHNTE BERTHOLD DAUBE JG. 1882 FLUCHT 1937 HOLLAND VERSTECKT ÜBERLEBT | Konradstraße 32 (Lage)                                                        | Sep. 2006                         | Berthold Daube (1882–) |
| | HIER WOHNTE DR. DAVID DAUBE JG. 1909 STUDIENVERBOT 1933 FLUCHT 1934 ENGLAND | Goethestraße 35 (Lage)                                                        | 25. Okt. 2019                     | Dr. David Daube (1909–1999) |
| | HIER WOHNTE FRIEDA DAUBE GEB. MAYER JG. 1889 FLUCHT 1937 HOLLAND VERSTECKT ÜBERLEBT                                                                                             | Konradstraße 32 (Lage)                                                        | Sep. 2006                         | Frieda Daube geb. Mayer (1889–) |
| | HIER WOHNTE JAKOB DAUBE JG. 1875 BERUFSVERBOT 1933 'SCHUTZHAFT' 1938 DACHAU FLUCHT 1939 ENGLAND                                                                                 | Goethestraße 35 (Lage)                                                        | 25. Okt. 2019                     | Jakob Daube (1875–1954) |
| | HIER WOHNTE JAKOB DAUBE JG. 1916 DEPORTIERT 1942 ERMORDET IN AUSCHWITZ | Konradstraße 32 (Lage)                                                        | Okt. 2003                         | Jakob Daube (1916–1942/43) |
| | HIER WOHNTE SELMA DAUBE GEB. ASCHER JG. 1889 FLUCHT 1939 ENGLAND | Goethestraße 35 (Lage)                                                        | 25. Okt. 2019                     | Selma Daube geb. Ascher (1889–1970) |
| Stolperstein für Babette Dreifuss (Basler Straße 11) | HIER WOHNTE BABETTE DREIFUSS GEB. DREIFUSS JG. 1863 DEPORTIERT 1940 GURS ERMORDET 9.1.1941                                                                                      | Basler Straße 11 (Lage)                                                       | Jul. 2003                         | Babette Dreifuss (1863–1941) |
| | HIER WOHNTE FLORA DREYFUSS GEB. BLOCH JG. 1883 DEPORTIERT 1940 GURS TOT IN AUSCHWITZ                                                                                            | Landsknechtstraße 16 (Lage)                                                   | Jul. 2003                         | Flora Dreyfuß geb. Bloch (1883–1940/45) |
| Bild gesucht Die Wikipedia wünscht sich an dieser Stelle ein Bild vom Ort mit diesen Koordinaten 47.986476 7.852169 . Motiv: Glümerstraße 30: Stolperstein für Achilles Ellenbogen Falls du dabei helfen möchtest, erklärt die Anleitung , wie das geht. BW                     | HIER WOHNTE ACHILLES ELLENBOGEN JG. 1879 FLUCHT 1939 FRANKREICH INTERNIERT DRANCY DEPORTIERT 1943 ERMORDET 10.3.1943 MAJDANEK                                                   | Glümerstraße 30 (Lage)                                                        | 26. Okt. 2016                     | Achilles Ellenbogen (1879–1943) |
| | HIER WOHNTE META ELLENBOGEN JG. 1883 DEPORTIERT 1940 GURS TOT IN AUSCHWITZ | Turnseestraße 29                                                              | Apr. 2003                         | Meta Ellenbogen (1883–1940/45) |
| | HIER WOHNTE GUSTAV FELDMANN JG. 1877 OPFER DES POGROMS TOT 3.12.1938 | Urachstraße 33                                                                | Apr. 2003                         | Gustav Feldmann (1877–1938) |
| | HIER WOHNTE ROSA FELDMANN GEB. FISCHL JG. 1877 DEPORTIERT 1940 GURS ERMORDET TOT 18.11.1940                                                                                     | Urachstraße 33                                                                | Apr. 2003                         | Rosa Feldmann geb. Fischl (1877–1940) |
| | HIER WOHNTE ERNA FELDMANN VERH. SANTERRE JG. 1903 DEPORTIERT 1940 GURS RIVESALTES / BEAUMETTES GEFLÜCHTET VERSTECKT GELEBT ÜBERLEBT                                             | Urachstraße 33                                                                | Apr. 2003                         | Erna Feldmann verh. Santerre (1903–) |
| | HIER WOHNTE LINA FLEISCHMANN GEB. SCHOHL JG. 1881 DEPORTIERT 1942 THERESIENSTADT ERMORDET 1944 IN AUSCHWITZ                                                                     | Sternwaldstraße 5 (Lage)                                                      | Nov. 2004                         | Lina Karolina Bertha Fleischmann geb. Schohl (1881–1944) |
| | HIER WOHNTE DR. SIGMUND FLEISCHMANN JG. 1874 VERHAFTET 11.11.1938 KZ DACHAU TOT 1939 IN FREIBURG                                                                                | Sternwaldstraße 5 (Lage)                                                      | Nov. 2004                         | Dr. Sigmund Fleischmann (1874–1944) |
| | HIER WOHNTE DR. SELMA FLIESS JG. 1868 DEPORTIERT 1940 GURS HOSPITAL DE GUERET TOT 1.2.1945                                                                                      | Maximilianstraße 13 (Lage)                                                    | Sep. 2006                         | Dr. Selma Fließ (1868–1945) |
| | HIER WOHNTE BELLA FORST GEB. JUDAS JG. 1889 DEPORTIERT 1940 GURS ERMORDET IN AUSCHWITZ                                                                                          | Reichsgrafenstraße 24 (Lage)                                                  | Jul. 2003                         | Bella Forst geb. Judas (1889–1940/45) |
| | HIER WOHNTE ELSE FORST JG. 1922 DEPORTIERT 1940 GURS ERMORDET IN AUSCHWITZ | Reichsgrafenstraße 24 (Lage)                                                  | Apr. 2003                         | Else Forst (1922–1940/45) |
| | HIER WOHNTE ERICH JOSEPH FORST JG. 1920 DEPORTIERT 1940 GURS ERMORDET IN AUSCHWITZ                                                                                              | Reichsgrafenstraße 24 (Lage)                                                  | Apr. 2003                         | Erich Joseph Forst (1920–1940/45) |
| | HIER WOHNTE MAX FRANK JG. 1873 VERHAFTET 1938 KZ DACHAU FREITOD 22.10.1940 VOR DEPORTATION                                                                                      | Glümerstraße 31 (Lage)                                                        | Nov. 2004                         | Max Frank (1873–1940) |
| Bild gesucht Die Wikipedia wünscht sich an dieser Stelle ein Bild vom Ort mit diesen Koordinaten 47.989838 7.849354 . Motiv: Schillerstraße 44: Stolpersteine für die Familien Friedberg und Weinberg Falls du dabei helfen möchtest, erklärt die Anleitung , wie das geht. BW  | HIER WOHNTE GERTRUD FRIEDBERG GEB. KAUFMANN JG. 1889 DEPORTIERT 1940 GURS ERMORDET IN AUSCHWITZ                                                                                 | Schillerstraße 44                                                             | Jul. 2003                         | Gertrud Friedberg geb. Kaufmann (1889–1940/45) |
| | HIER WOHNTE HANNA FRIEDBERG JG. 1914 1933 EXIL PALÄSTINA ÜBERLEBT IN ENGLAND | Schillerstraße 44                                                             | Jul. 2003                         | Hanna Friedberg (1914–) |
| Bild gesucht Die Wikipedia wünscht sich an dieser Stelle ein Bild vom Ort mit diesen Koordinaten 47.986434 7.856817 . Motiv: Zasiusstraße 68: Stolpersteine für die Familie List-Wolf und Emma Geismar Falls du dabei helfen möchtest, erklärt die Anleitung , wie das geht. BW | HIER WOHNTE EMMA GEISMAR GEB. BLUM JG. 1874 DEPORTIERT 1942 THERESIENSTADT TOT 1.1.1944                                                                                         | Zasiusstraße 68 (Lage)                                                        | 14. Sep. 2012                     | Emma Geismar geb. Blum (1874–1944) |
| Bild gesucht Die Wikipedia wünscht sich an dieser Stelle ein Bild vom Ort mit diesen Koordinaten 47.986431 7.855766 . Motiv: Zasiusstraße 58: Stolpersteine für Familie Geismar Falls du dabei helfen möchtest, erklärt die Anleitung , wie das geht. BW                        | HIER WOHNTE ELSE GEISMAR GEB. REICH JG. 1897 MIT HILFE ÜBERLEBT | Zasiusstraße 58 (Lage)                                                        | 25. Okt. 2019                     | Else Geismar geb. Reich (1897–) |
| | HIER WOHNTE FRITZ SIEGFRIED GEISMAR JG. 1896 VERHAFTET 1938 DACHAU DEPORTIERT 1945 THERESIENSTADT BEFREIT / ÜBERLEBT                                                            | Zasiusstraße 58 (Lage)                                                        | 14. Sep. 2012                     | Fritz Siegfried Geismar (1896–) |
| | HIER WOHNTE LUDWIG GREILSHEIMER JG. 1879 'SCHUTZHAFT' 1938 DACHAU DEPORTIERT 1940 GURS INTERNIERT DRANCY 1942 AUSCHWITZ ERMORDET 19.8.1942                                      | Schillerstraße 42                                                             | 9. Sep. 2022                      | Ludwig Greilsheimer (1879–1942) |
| | HIER WOHNTE PAULA SUSE GREILSHEIMER JG. 1926 SCHULVERBOT 1936 DEPORTIERT 1940 GURS INTERNIERT RIVESALTES 1942 KINDERHILFSWERK OSE IN KINDERHEIMEN VERSTECKT / ÜBERLEBT          | Schillerstraße 42                                                             | 9. Sep. 2022                      | Paula Suse Greilsheimer (1926–) |
| | HIER WOHNTE FANNY GRÖTZINGER GEB. GRÖTZINGER JG. 1863 DEPORTIERT 1940 GURS TOT 1943 IN NOÉ                                                                                      | Goetheplatz 1 (Lage)                                                          | Apr. 2003                         | Fanny Grötzinger geb. Grötzinger (1863–1943) |
| Stolpersteine Günterstalstraße 47 | HIER WOHNTE BERTA GRUMBACH JG. 1877 DEPORTIERT 1940 GURS DAS LAGER ÜBERLEBT | Günterstalstraße 47 (Lage)                                                    | Nov. 2004                         | Berta Grumbach (1877–) |
| Stolpersteine Günterstalstraße 47 | HIER WOHNTE ROBERT GRUMBACH JG. 1875 VERHAFTET 1938 KZ DACHAU DEPORTIERT 1940 GURS DAS LAGER ÜBERLEBT                                                                           | Günterstalstraße 47 (Lage)                                                    | Nov. 2004                         | Robert Grumbach (1875–1960) |
| Bild gesucht Die Wikipedia wünscht sich an dieser Stelle ein Bild vom hier behandelten Ort. Weitere Infos zum Motiv findest du vielleicht auf der Diskussionsseite . Falls du dabei helfen möchtest, erklärt die Anleitung , wie das geht. BW                                   | HIER WOHNTE HERMANN GÜNZBURGER JG. 1877 FLUCHT 1939 SCHWEIZ | Turnseestraße 9                                                               | 21. Nov. 2023                     | Hermann Günzburger (1877–) |
| Bild gesucht Die Wikipedia wünscht sich an dieser Stelle ein Bild vom Ort mit diesen Koordinaten 47.985525 7.846385 . Motiv: Kirchstraße 45: Stolpersteine für Familie Günzburger Falls du dabei helfen möchtest, erklärt die Anleitung , wie das geht. BW                      | HIER WOHNTE HERMINE GÜNZBURGER JG. 1889 DEPORTIERT 1940 GURS TOT IN AUSCHWITZ                                                                                                   | Kirchstraße 45                                                                | Apr. 2003                         | Hermine Günzburger (1889–1940/45) |
| Bild gesucht Die Wikipedia wünscht sich an dieser Stelle ein Bild vom hier behandelten Ort. Weitere Infos zum Motiv findest du vielleicht auf der Diskussionsseite . Falls du dabei helfen möchtest, erklärt die Anleitung , wie das geht. BW                                   | HIER WOHNTE JULIE GÜNZBURGER GEB. MAYER JG. 1854 FLUCHT 1939 SCHWEIZ | Turnseestraße 9                                                               | 21. Nov. 2023                     | Julie Günzburger (1877–) |
| | HIER WOHNTE LEOPOLD GÜNZBURGER JG. 1854 DEPORTIERT 1940 GURS ERMORDET 3.11.1940                                                                                                 | Kirchstraße 45                                                                | 10. Sep. 2015                     | Leopold Günzburger (1854–1940) |
| | HIER WOHNTE LOUIS GÜNZBURGER JG. 1892 BERUFSVERBOT 1937 FLUCHT 1938 FRANKREICH ENGLAND, USA                                                                                     | Kirchstraße 45                                                                | 10. Okt. 2021                     | Louis Günzburger (1892–) |
| | HIER WOHNTE MAIER GÜNZBURGER JG. 1854 DEPORTIERT 1940 GURS TOT 5.11.1942 | Günterstalstraße 29                                                           | Apr. 2003                         | Maier Günzburger (1854–1942) |
| | HIER WOHNTE MARIE GÜNZBURGER JG. 1895 BERUFSVERBOT 1936 FLUCHT 1936 PALÄSTINA                                                                                                   | Kirchstraße 45                                                                | 10. Okt. 2021                     | Marie Günzburger (1895–) |
| | HIER WOHNTE MARTHA GÜNZBURGER JG. 1888 DEPORTIERT 1940 GURS TOT IN AUSCHWITZ | Günterstalstraße 29                                                           | Apr. 2003                         | Martha Günzburger (1888–1942/43) |
| | HIER WOHNTE LOUISE GUTHEIM GEB. ELSNER JG. 1875 DEPORTIERT 1940 GURS INTERNIERT 1943 NOÉ ST. SAUVERS MARSEILLE BEFREIT                                                          | Scheffelstraße 28                                                             | 4. Jun. 2024                      | Louise Gutheim geb. Elsner (1875-?) |
| Bild gesucht Die Wikipedia wünscht sich an dieser Stelle ein Bild vom Ort mit diesen Koordinaten 47.989839 7.849495 . Motiv: Schillerstraße 42: Stolpersteine für die Familien Greilsheimer und Haas Falls du dabei helfen möchtest, erklärt die Anleitung , wie das geht. BW   | HIER WOHNTE BERTA HAAS GEB. GREILSHEIMER JG. 1883 DEPORTIERT 1940 GURS ERMORDET IN AUSCHWITZ                                                                                    | Schillerstraße 42                                                             | Jul. 2003                         | Berta Haas geb. Greilsheimer (1883–1943/44) |
| | HIER WOHNTE JULIUS HAAS JG. 1874 DEPORTIERT 1938 KZ DACHAU 1940 GURS ERMORDET AM 14.12.1942 IN RIVESALTES                                                                       | Schillerstraße 42                                                             | Jul. 2003                         | Julius Haas (1874–1942) |
| Bild gesucht Die Wikipedia wünscht sich an dieser Stelle ein Bild vom Ort mit diesen Koordinaten 47.987303 7.862816 . Motiv: Bürgerwehrstraße 13: die Stolpersteine für Lina und Siegfried Hauser Falls du dabei helfen möchtest, erklärt die Anleitung , wie das geht. BW      | HIER WOHNTE LINA HAUSER GEB. FRÖHLICH JG. 1886 DEPORTIERT 1940 GURS ERMORDET 1943 IN AUSCHWITZ                                                                                  | Bürgerwehrstraße 13                                                           | 28. Sep. 2007                     | Lina Hauser (1886–1943) |
| | HIER WOHNTE SIEGFRIED HAUSER JG. 1881 VERHAFTET 11.11.1938 KZ DACHAU DEPORTIERT 1940 GURS ERMORDET 1942 IN AUSCHWITZ                                                            | Bürgerwehrstraße 13                                                           | 28. Sep. 2007                     | Siegfried Hauser (1881–1942) |
| | HIER WOHNTE HANNCHEN HERBORN GEB. STRAUSS JG. 1890 DEPORTIERT 1940 GURS ERMORDET 1942 IN AUSCHWITZ                                                                              | Scheffelstraße 19                                                             | Jan. 2004                         | Hannchen Herborn geb. Strauss (1890–1942) |
| | HIER WOHNTE HEINRICH HERBORN JG. 1922 DEPORTIERT 1940 GURS ERMORDET 1942 IN AUSCHWITZ                                                                                           | Scheffelstraße 19                                                             | Jul. 2004                         | Heinrich Herborn (1922–1942) |
| | HIER WOHNTE LEO HERBORN JG. 1892 DEPORTIERT 1940 GURS ERMORDET 1942 IN AUSCHWITZ                                                                                                | Scheffelstraße 19                                                             | Jan. 2004                         | Leo Herborn (1892–1942) |
| | HIER WOHNTE MANFRED HERBORN JG. 1923 DEPORTIERT 1940 GURS ERMORDET 1942 IN AUSCHWITZ                                                                                            | Scheffelstraße 19                                                             | Jul. 2004                         | Manfred Herborn (1923–1942) |
| Bild gesucht Die Wikipedia wünscht sich an dieser Stelle ein Bild vom Ort mit diesen Koordinaten 47.982246 7.846946 . Motiv: Schwaighofstraße 6: Stolpersteine für Charlotte Hiller und Eugen Kaufmann Falls du dabei helfen möchtest, erklärt die Anleitung , wie das geht. BW | HIER WOHNTE CHARLOTTE HILLER JG. 1886 DEPORTIERT 1940 GURS ERMORDET 1942 IN AUSCHWITZ                                                                                           | Schwaighofstraße 6 (Lage)                                                     | Jan. 2004                         | Charlotte Hiller (1886–1942) |
| | HIER WOHNTE ALBERTINE HOMBURGER GEB. KLATTE JG. 1888 GEDEMÜTIGT / VERFOLGT WEGEN 'MISCHEHE' ÜBERLEBT                                                                            | Goethestraße 14 (Lage)                                                        | 16. Jul. 2014                     | Albertine Homburger geb. Klatte (1888–) |
| | HIER WOHNTE DR. EMIL HOMBURGER JG. 1890 BERUFSVERBOT 1933 'SCHUTZHAFT'1938 DACHAU DEPORTIERT 1944 AUSCHWITZ 1945 BUCHENWALD ERMORDET                                            | Goethestraße 14 (Lage)                                                        | Okt. 2003                         | Dr. Emil Homburger (1890–1945) |
| | HIER WOHNTE ERIKA HOMBURGER JG. 1914 GEDEMÜTIGT / ENTRECHTET BERUFSVERBOT UND HEIRATSVERBOT MIT HILFE ÜBERLEBT                                                                  | Goethestraße 14 (Lage)                                                        | 23. Sep. 2020                     | Erika Homburger (1914–) |
| | HIER WOHNTE MANFRED HOMBURGER JG. 1920 SCHULVERWEIS FLUCHT 1938 MIT HILFE ENGLAND                                                                                               | Goethestraße 14 (Lage)                                                        | 23. Sep. 2020                     | Manfred Homburger (1920–) |
| | HIER WOHNTE EDMUND HUSSERL JG. 1859 BERUFSVERBOT 1938 AUSREISEVERBOT GEDEMÜTIGT/ENTRECHTET TOT 27.4.1938                                                                        | Lorettostraße 40 (Lage)                                                       | 22. Apr. 2013                     | Edmund Husserl (1859–1938) war Philosoph und Mathematiker und Begründer der philosophischen Strömung der Phänomenologie. Für ihn wurde auf dem Platz der alten Synagoge, vor seiner letzten Wirkungsstätte, der Universität Freiburg, ein weiterer Stolperstein verlegt. (siehe Liste der Stolpersteine in der Altstadt von Freiburg im Breisgau)                     |
| | HIER WOHNTE MALVINE HUSSERL GEB. STEINSCHNEIDER JG. 1860 FLUCHT 1939 BELGIEN VERSTECKT / ÜBERLEBT                                                                               | Lorettostraße 40 (Lage)                                                       | 22. Apr. 2013                     | Malvine Husserl geb. Steinschneider (1860–) |
| Bild gesucht Die Wikipedia wünscht sich an dieser Stelle ein Bild vom Ort mit diesen Koordinaten 47.985242 7.851273 . Motiv: Urachstraße 15: die Stolpersteine für die Familie Kahn Falls du dabei helfen möchtest, erklärt die Anleitung , wie das geht. BW                    | HIER WOHNTE ALICE KAHN VERH. SUCHODOLLER JG. 1902 FLUCHT 1933 PALÄSTINA RÜCKKEHR 1938 1938 PALÄSTINA                                                                            | Urachstraße 15                                                                | 10. Okt. 2017                     | Alice Kahn verh. Suchodoller (1902–) |
| | HIER WOHNTE LUISE KAHN GEB. POLLACK JG. 1863 VERZOGEN 1939 KÖLN DEPORTIERT 1942 THERESIENSTADT ERMORDET 10.8.1942                                                               | Urachstraße 15                                                                | 10. Okt. 2017                     | Luise Kahn geb. Pollack (1863–1942) |
| | HIER WOHNTE DR. EUGEN MOSES KAUFMANN JG. 1867 DEPORTIERT 1940 GURS FREITOD 1.11.1940                                                                                            | Schwaighofstraße 6 (Lage)                                                     | Jan. 2004                         | Dr. Eugen Moses Kaufmann (1867–1940) |
| | HIER WOHNTE BETTY KNOPF DEPORTIERT 1940 ERMORDET 22.10.1940 IN GRAFENECK | Beethovenstraße 8 (Lage)                                                      | Jul. 2003                         | Betty Knopf (1887–1940) |
| | HIER WOHNTE RICHARD KUENZER JG. 1875 ZWANGSEMERITIERT 1933 HAFT 1943 KZ RAVENSBRÜCK ERSCHOSSEN 23.4.1945 BERLIN                                                                 | Dreikönigstraße 12 (Lage)                                                     | Jan. 2005                         | Richard Kuenzer, (1875–1945), war Jurist und Diplomat. Er wurde 1933 zwangsweise emeritiert, 1943 verhaftet und im KZ Ravensbrück interniert und am 23. April 1945 in Berlin erschossen. |
| Bild gesucht Die Wikipedia wünscht sich an dieser Stelle ein Bild vom Ort mit diesen Koordinaten 47.973728 7.842788 . Motiv: Wonnhaldestraße 1: Stolperstein für Luise Lasker Falls du dabei helfen möchtest, erklärt die Anleitung , wie das geht. BW                          | HIER WOHNTE LUISE LASKER GEB. RAWITSCHER JG. 1885 FLUCHT 1933 ITALIEN 1935 PALÄSTINA                                                                                            | Wonnhaldestraße 1                                                             | 28. Sep. 2007                     | Luise Lasker geb. Rawitscher (1885–) |
| | HIER WOHNTE JENNY LAY GEB. HILLER JG. 1886 DEPORTIERT 1940 GURS TOT IN AUSCHWITZ                                                                                                | Hildastraße 57                                                                | Okt. 2003                         | Jenny Lay geb. Hiller (1886–1940/45) |
| | HIER WOHNTE SIEGMUND LAY JG. 1860 DEPORTIERT 1940 GURS TOT 1.3.1941 | Hildastraße 57                                                                | Okt. 2003                         | Siegmund Lay (1860–1941) |
| | HIER WOHNTE BERTA LENEL JG. 1882 DEPORTIERT 1940 GURS FLUCHT ÜBERLEBT IN DER SCHWEIZ                                                                                            | Holbeinstraße 5 (Lage)                                                        | Jul. 2003                         | Berta Lenel (1882–) |
| | HIER WOHNTE LOUISE LENEL GEB. EBERSTADT JG. 1857 DEPORTIERT 1940 GURS TOT 8.11.1940                                                                                             | Holbeinstraße 5 (Lage)                                                        | Apr. 2003                         | Luise Lenel (1857–1940) |
| | HIER WOHNTE OTTO LENEL JG. 1849 1933 ZWANGSEMERITIERT TOT AM 1.1.1935 IN FREIBURG                                                                                               | Holbeinstraße 5 (Lage)                                                        | Jan. 2004                         | Otto Lenel (1849–1935) war Rechtshistoriker, Professor und Ehrenbürger der Stadt Freiburg. |
| | HIER WOHNTE ARTHUR LEVI JG. 1878 BERUFSVERBOT 1933 FLUCHT 1938 ENGLAND | Hildastraße 31                                                                | 10. Okt. 2017                     | Arthur Levi (1878–1945) |
| | HIER WOHNTE JAKOB WALTER LEVI JG. 1910 FLUCHT 1936 ENGLAND | Hildastraße 31                                                                | 10. Okt. 2017                     | Jakob Walter Levi (1910–1962) |
| | HIER WOHNTE RINA LEVI GEB. WEIL JG. 1886 FLUCHT 1938 ENGLAND | Hildastraße 31                                                                | 10. Okt. 2017                     | Rina Levi geb. Weil (1886–1962) |
| | HIER WOHNTE MORITZ LICHTENBERGER JG. 1865 DEPORTIERT 1940 GURS TOT 6.4.1941 | Lorettostraße 58 (Lage)                                                       | Jan. 2004                         | Moritz Lichtenberger (1865–1941) |
| | HIER WOHNTE DR. ELSE LIEFMANN JG. 1881 DEPORTIERT 1940 GURS FLUCHT 1942 ÜBERLEBT IN ZÜRICH                                                                                      | Goethestraße 33 (nach Enteignung Sitz der Gestapo, vgl. Tabelle unten) (Lage) | Jul. 2003                         | Dr. Else Liefmann (1881–1970) |
| | HIER WOHNTE MARTHA LIEFMANN JG. 1876 DEPORTIERT 1940 GURS FLUCHT 1942 ÜBERLEBT IN ZÜRICH                                                                                        | Goethestraße 33 (nach Enteignung Sitz der Gestapo, vgl. Tabelle unten) (Lage) | Jul. 2003                         | Martha Liefmann (1876–1952) |
| | HIER WOHNTE PROF. DR. ROBERT LIEFMANN JG. 1874 DEPORTIERT 1940 GURS FLUCHT 1942 TOT AM 20.3.1941 IN MORLAAS                                                                     | Goethestraße 33 (nach Enteignung Sitz der Gestapo, vgl. Tabelle unten) (Lage) | 22. Okt. 2002                     | Prof. Dr. Robert Liefmann (1874–1941) Bei diesem Stolperstein handelt es sich um den ersten Stolperstein, der auf dem Gebiet der Stadt Freiburg verlegt wurde. |
| | HIER WOHNTE DR. ROBERT LINDMANN JG. 1879 DEPORTIERT 1940 GURS ERMORDET IN AUSCHWITZ                                                                                             | Reiterstraße 28 (Lage)                                                        | Okt. 2003                         | Dr. Robert Lindmann (1879–1943) |
| | HIER WOHNTE TOBIAS LIPPMANN JG. 1860 DEPORTIERT 1940 GURS TOT 6.6.1941 IN RÉCÉBÉDOU                                                                                             | Goetheplatz 2 (Lage)                                                          | Okt. 2003                         | Tobias Lippmann (1860–1941) |
| | HIER WOHNTE LEA LIST-WOLF JG. 1891 FLUCHT 1933 FRANKREICH 1936 PALÄSTINA | Zasiusstraße 68 (Lage)                                                        | 26. Okt. 2016                     | Lea List-Wolf (1891–) |
| | HIER WOHNTE MORDECHAI LIST-WOLF JG. 1891 FLUCHT 1933 FRANKREICH PALÄSTINA, FRANKREICH INTERNIERT DRANCY DEPORTIERT 1942 ERMORDET IN AUSCHWITZ                                   | Zasiusstraße 68 (Lage)                                                        | 26. Okt. 2016                     | Mordechai List-Wolf (1891–1942/45) |
| | HIER WOHNTE PROF. DR. ALFRED LOEWY JG. 1879 ZWANGSEMERITIERT 1933 TOT AM 25.1.1935 IN FREIBURG                                                                                  | Reichsgrafenstraße 14 (Lage)                                                  | Apr. 2003                         | Prof. Dr. Alfred Loewy (1879–1935) war Mathematiker. Er befasste sich mit Versicherungsmathematik und arbeitete über lineare Substitutionsgruppen, die Theorie linearer homogener Differentialgleichungen und über Stieltjesintegralen. |
| | HIER WOHNTE THERESE LOEWY GEB. NEUBERGER JG. 1884 FREITOD 1940 VOR DER DEPORTATION                                                                                              | Reichsgrafenstraße 14 (Lage)                                                  | Apr. 2003                         | Therese Loewy geb. Neuberger (1884–1940) Für Therese Loewy wurde auch in der Katharinenstraße ein Stolperstein verlegt. (siehe Liste der Stolpersteine in Freiburg-Neuburg) SWR2 Stolpersteine Guide |
| | HIER WOHNTE DR. GERTRUD LUCKNER JG. 1900 VERHAFTET 1943 KZ RAVENSBRÜCK TODESMARSCH 1945 ÜBERLEBT                                                                                | Landsknechtstraße 5 (Lage)                                                    | Nov. 2004                         | Dr. Gertrud Luckner, geb. als Jane Hartmann (1900–1995) war eine Widerstandskämpferin. |
| | DR. GERTRUD LUCKNER JG. 1900 VERHAFTET 1943 KZ RAVENSBRÜCK TODESMARSCH 1945 ÜBERLEBT                                                                                            | Kirchstraße 4, vor dem Haupttor der Gertrud-Luckner-Gewerbeschule (Lage)      | Nov. 2004                         | Dr. Gertrud Luckner, geb. als Jane Hartmann (1900–1995) war eine Widerstandskämpferin. |
| Bild gesucht Die Wikipedia wünscht sich an dieser Stelle ein Bild vom Ort mit diesen Koordinaten 47.985988 7.848791 . Motiv: Erwinstraße 10: die Stolpersteine für Hilde und Jenny Maier Falls du dabei helfen möchtest, erklärt die Anleitung , wie das geht. BW               | HIER WOHNTE HILDE MAIER JG. 1904 DEPORTIERT 1940 GURS ERMORDET IN AUSCHWITZ | Erwinstraße 10 (Lage)                                                         | Okt. 2003                         | Hilde Maier (1904–1940/45) |
| | HIER WOHNTE JENNY MAIER JG. 1903 DEPORTIERT 1940 GURS ERMORDET IN AUSCHWITZ | Erwinstraße 10 (Lage)                                                         | Okt. 2003                         | Jenny Maier (1903–1940/45) |
| | HIER WOHNTE KLARA MAIER-BLUM JG. 1875 DEPORTIERT 1940 GURS TOT 13.1.1941 | Turnseestraße 29 (Lage)                                                       | Okt. 2003                         | Klara Maier-Blum (1875–1941) |
| Bild gesucht Die Wikipedia wünscht sich an dieser Stelle ein Bild vom Ort mit diesen Koordinaten 47.981491 7.844256 . Motiv: Silberbachstraße 16: Stolperstein für Malwine Marum Falls du dabei helfen möchtest, erklärt die Anleitung , wie das geht. BW                       | HIER WOHNTE MALWINE MARUM GEB. KAHN JG. 1883 DEPORTIERT 1940 GURS ERMORDET IN AUSCHWITZ                                                                                         | Silberbachstraße 16 (Lage)                                                    | Okt. 2003                         | Malwine Marum (1875–1941) |
| Bild gesucht Die Wikipedia wünscht sich an dieser Stelle ein Bild vom Ort mit diesen Koordinaten 47.990338 7.853832 . Motiv: Schillerstraße 2: Stolpersteine für Familie Waelder Falls du dabei helfen möchtest, erklärt die Anleitung , wie das geht. BW                       | HIER WOHNTE FLORA METZGER-WAELDER JG. 1878 DEPORTIERT 1940 GURS INTERNIERT NOÉ FLUCHT 1941 KUBA, USA                                                                            | Schillerstraße 2 (Lage)                                                       | 25. Okt. 2019                     | Flora Metzger-Waelder (1878–) |
| | HIER WOHNTE LOTTE LINA MEYER JG. 1876 DEPORTIERT 1942 THERESIENSTADT TOT 3.3.1943                                                                                               | Goethestraße 73 (Lage)                                                        | Apr. 2003                         | Lotte Lina Meyer (1875–1943) |
| | HIER WOHNTE JOHANNA MEYER GEB. BERNSTEIN JG. 1847 DEPORTIERT 1942 THERESIENSTADT TOT 29.8.1942                                                                                  | Goethestraße 73 (Lage)                                                        | Jan. 2004                         | Johanna Meyer geb. Bernstein (1847–1942) |
| | HIER WOHNTE LEOPOLD MOCH JG. 1885 DEPORTIERT 1940 GURS TOT 23.1.1941 IN PAU | Dreikönigstraße 13                                                            | Jan. 2004                         | Leopold Moch (1885–1941) |
| | HIER WOHNTE STEFANIE MOCH GEB. HEILBRUNNER JG. 1891 DEPORTIERT 1940 GURS ERMORDET 1942 IN AUSCHWITZ                                                                             | Dreikönigstraße 13                                                            | Jan. 2004                         | Stefanie Moch geb. Heilbrunner (1891–1942) |
| Bild gesucht Die Wikipedia wünscht sich an dieser Stelle ein Bild vom Ort mit diesen Koordinaten 47.987997 7.844711 . Motiv: Basler Straße 17: die Stolpersteine für die Familie Model Falls du dabei helfen möchtest, erklärt die Anleitung , wie das geht. BW                 | HIER WOHNTE DR. ALFRED MODEL JG.1906 BERUFSVERBOT 1933 FLUCHT 1933 FRANKREICH ENGLAND                                                                                           | Basler Straße 17                                                              | 21. Nov. 2023                     | Dr. Alfred Model (1906–) |
| | HIER WOHNTE ERNA ETTA MODEL GEB. ISAAK JG.1910 STUDIENVERBOT 1933 FLUCHT 1933 PALÄSTINA                                                                                         | Basler Straße 17                                                              | 21. Nov. 2023                     | Erna Etta Model geb. Isaak (1910–) |
| | HIER WOHNTE JOHANNA MODEL GEB. WEIL JG. 1873 FLUCHT 1939 HOLLAND INTERNIERT WESTERBORK DEPORTIERT 1944 THERESIENSTADT BEFREIT / ÜBERLEBT                                        | Zasiusstraße 34 (Lage)                                                        | 16. Jul. 2014                     | Johanna Model geb. Weil (1873–) |
| | HIER WOHNTE HERMANN MODEL JG.1904 BERUFSVERBOT 1933 FLUCHT 1933 PALÄSTINA | Basler Straße 17                                                              | 21. Nov. 2023                     | Hermann Model (1904–) |
| | HIER WOHNTE JAKOB MODEL JG. 1884 DEPORTIERT 1938 KZ DACHAU TOT 17.12.1941 IN GURS                                                                                               | Konradstraße 17 (Lage)                                                        | Okt. 2003                         | Jakob Model (1884–1941) |
| | HIER WOHNTE JETTE MODEL JG. 1877 DEPORTIERT 1940 GURS TOT 11.2.1942 IN NOÉ | Konradstraße 17 (Lage)                                                        | Okt. 2003                         | Jette Model (1877–1942) |
| | HIER WOHNTE JULIUS MODEL JG.1910 BERUFSVERBOT 1933 FLUCHT 1933 PALÄSTINA | Basler Straße 17                                                              | 21. Nov. 2023                     | Julius Model (1910–) |
| | HIER WOHNTE KÄTHE MODEL GEB. STEINHAUER JG.1905 STUDIENVERBOT 1933 FLUCHT 1933 PALÄSTINA                                                                                        | Basler Straße 17                                                              | 21. Nov. 2023                     | Käthe Model geb. Steinhauer (1905–) |
| | HIER WOHNTE LOUIS MODEL JG. 1863 TOT 11.2.1940 | Basler Straße 9 (Lage)                                                        | Jan. 2005                         | Louis Model (1863–1940) |
| | HIER WOHNTE LYDIA MODEL JG. 1889 DEPORTIERT 1940 GURS ERMORDET IN AUSCHWITZ | Landsknechtstraße 16                                                          | Okt. 2003                         | Lydia Model (1908–1942/43) |
| | HIER WOHNTE MAX MODEL JG.1908 FLUCHT 1933 PALÄSTINA | Basler Straße 17                                                              | 21. Nov. 2023                     | Max Model (1908–) |
| | HIER WOHNTE MINA MODEL GEB. SIMON JG.1878 FLUCHT 1933 PALÄSTINA | Basler Straße 17                                                              | 21. Nov. 2023                     | Mina Model geb. Simon (1906–) |
| | HIER WOHNTE PAULA MODEL JG. 1913 DEPORTIERT 1940 GURS ERMORDET 1942 | Basler Straße 9 (Lage)                                                        | Jan. 2005                         | Paula Model (1913–1942) |
| | HIER WOHNTE HERMANN MONTBRUN JG. 1907 ZWANGSVERKAUF 1939 DER FIRMA WEGEN 'MISCHEHE' ZWANGSARBEIT 1939-42 STRASSENBAU / RÜSTUNG DIAMANT WERKZEUGFABRIK ÜBERLEBT                  | Goethestraße 14 (Lage)                                                        | 16. Jul. 2014                     | Hermann Montbrun (1907–) |
| | HIER WOHNTE SELMA MONTBRUN GEB. HEIMANN JG. 1894 VERHAFTET 1940 LAGER ST. ANDRE/ELSASS ENTLASSEN 1940 DEPORTIERT 1945 THERESIENSTADT BEFREIT / ÜBERLEBT                         | Goethestraße 14 (Lage)                                                        | 16. Jul. 2014                     | Selma Montbrun geb. Heimann (1894–) |
| | HIER WOHNTE DR. MARIE NOETHER GEB. MAAS JG. 1882 DEPORTIERT 1942 THERESIENSTADT ERMORDET 17.1.1943                                                                              | Urachstraße 53 (Lage)                                                         | Jul. 2003 oder Jul. 2004          | Dr. Marie Noether geb. Maas (1882–1943) (Bezüglich des Verlegedatums widerspricht sich die Quelle.) Für Marie Noether wurde auch in der Bürgerwehrstraße 11 ein Stolperstein verlegt. (siehe Bürgerwehrstraße) |
| Bild gesucht Die Wikipedia wünscht sich an dieser Stelle ein Bild vom Ort mit diesen Koordinaten 47.987414 7.862849 . Motiv: Bürgerwehrstraße 11: Stolpersteine für Dr. Marie und Dr. Paul Noether Falls du dabei helfen möchtest, erklärt die Anleitung , wie das geht. BW     | HIER WOHNTE MARIE NOETHER GEB. MAAS JG. 1882 DEPORTIERT 1942 THERESIENSTADT ERMORDET 17.1.1943                                                                                  | Bürgerwehrstraße 11 (Lage)                                                    | 23. Sep. 2020                     | Dr. Marie Noether geb. Maas (1882–1943) Für Marie Noether wurde auch in der Urachstraße 53 ein Stolperstein verlegt. (siehe Urachstraße) |
| | HIER WOHNTE DR. PAUL NOETHER JG. 1880 ZWANGSEMERITIERT 1933 FLUCHT SCHWEIZ FREITOD 8.4.1933                                                                                     | Bürgerwehrstraße 11 (Lage)                                                    | Jul. 2004                         | Dr. Paul Noether (1880–1933) |
| | HIER WOHNTE CHRISTIAN DANIEL NUSSBAUM JG. 1888 VERHAFTET 17.3.1933 TOT IN KRANKENANSTALT WIESLOCH                                                                               | Landsknechtstraße 9 (Lage)                                                    | Nov. 2004                         | Christian Daniel Nußbaum (1888–1939) war badischer Landtagsabgeordneter (SPD). Für Christian Daniel Nußbaum wurden auch Stolpersteine in der Barbarastraße sowie in der Karlsruher Ständehausstraße verlegt. |
| | HIER WOHNTE ELSA OSTER JG. 1915 FLUCHT 1939 NIEDERLANDE DEPORTIERT ERMORDET 2.11.1942 IN AUSCHWITZ                                                                              | Schwimmbadstraße 39 (Lage)                                                    | Jan. 2005                         | Elsa Oster (1915–1942) |
| Bild gesucht Die Wikipedia wünscht sich an dieser Stelle ein Bild vom Ort mit diesen Koordinaten 47.986792 7.850417 . Motiv: Brombergstraße 18: der Stolperstein für Rudolf Pfeifle Falls du dabei helfen möchtest, erklärt die Anleitung , wie das geht. BW                    | HIER WOHNTE RUDOLF PFEIFLE JG. 1920 IM WIDERSTAND /SAJ 1937 SPANIENKÄMPFER INTERNATIONALE BRIGADEN 1939 FRANKREICH STRAFLAGER COET QUIDAN DEPORTIERT 1941 SACHSENHAUSEN BEFREIT | Brombergstraße 18 (Lage)                                                      | 10. Okt. 2017                     | Rudolf Pfeifle (1920–) |
| Bild gesucht Die Wikipedia wünscht sich an dieser Stelle ein Bild vom Ort mit diesen Koordinaten 47.983453 7.845704 . Motiv: Maximilianstraße 18: die Stolpersteine für die Familie Pietrkowski Falls du dabei helfen möchtest, erklärt die Anleitung , wie das geht. BW        | HIER WOHNTE BERNHARD PIETRKOWSKI BERNHARD PETERS JG. 1910 GEGNER DES NS-REGIMES 'SCHUTZHAFT' 1933 GEFÄNGNIS STADELHEIM FLUCHT 1933 SCHWEIZ ENGLAND, USA                         | Maximilianstraße 18 (Lage)                                                    | 23. Sep. 2020                     | Bernhard Pietrkowski (1910–) |
| | HIER WOHNTE EVA PIETRKOWSKI EVA PETERS GEB. MOSER JG. 1890 FLUCHT 1933 SCHWEIZ 1939 ITALIEN 1940 KUBA USA                                                                       | Maximilianstraße 18 (Lage)                                                    | 23. Sep. 2020                     | Eva Pietrkowski geb. Moser (1890–) |
| | HIER WOHNTE DR. GEORG PIETRKOWSKI JG. 1874 1933 BERUFSVERBOT FLUCHT NACH ITALIEN 1940 SPANIEN KUBA ÜBERLEBT INUSA                                                               | Maximilianstraße 18 (Lage)                                                    | 23. Sep. 2020                     | Dr. Georg Pietrkowski (1874–) |
| | HIER WOHNTE HELENE PIETRKOWSKI HELENE PETERS JG. 1919 SCHULVERBOT 1933 FLUCHT 1933 SCHWEIZ ITALIEN 1939 KUBA USA                                                                | Maximilianstraße 18 (Lage)                                                    | 23. Sep. 2020                     | Helene Pietrkowski (1890–) |
| | HIER WOHNTE MICHAEL PIETRKOWSKI JG. 1914 FLUCHT 1933 MIT HILFE ITALIEN 1938 PALÄSTINA                                                                                           | Maximilianstraße 18 (Lage)                                                    | 23. Sep. 2020                     | Michael Pietrkowski (1914–) |
| | HIER WOHNTE STEFAN PIETRKOWSKI STEFAN PETERS JG. 1909 FLUCHT 1933 SCHWEIZ ITALIEN, KUBA USA                                                                                     | Maximilianstraße 18 (Lage)                                                    | 23. Sep. 2020                     | Stefan Pietrkowski (1909–) |
| | HIER WOHNTE MARIA PLATZ GEB. ABRAHAMSON JG. 1891 DEPORTIERT 1940 GURS ERMORDET 1942 IN AUSCHWITZ                                                                                | Scheffelstraße 19                                                             | Nov. 2004                         | Maria Platz geb. Abrahamson (1891–1942) |
| | HIER WOHNTE PROF. DR. ERNST POLACZEK JG. 1870 ZWANGSEMERITIERT 1933 TOT 26.1.1939                                                                                               | Holbeinstraße 10 (Lage)                                                       | Jan. 2004                         | Prof. Dr. Ernst Polaczek (1870–1939) war Professor und Kunsthistoriker. |
| | HIER WOHNTE FRIEDERIKE POLACZEK GEB. LÖBL JG. 1884 DEPORTIERT 1940 GURS ERMORDET IN AUSCHWITZ                                                                                   | Holbeinstraße 10 (Lage)                                                       | Jul. 2003                         | Friederike Polaczek geb. Löbl (1884–1940/45) |
| | HIER WOHNTE ALICE POLLOK GEB. GOLDSCHMIDT GEN. PONS JG. 1881 FLUCHT 1939 USA | Günterstalstraße 32                                                           | 25. Okt. 2019                     | Alice Pollok geb. Goldschmidt, gen. Pons (1881–) |
| | HIER WOHNTE DR. HANS POLLOK JG. 1873 BERUFSVERBOT 1935 GESTAPOHAFT 1938 DACHAU TOT AN HAFTFOLGEN 10.3.1939                                                                      | Günterstalstraße 32                                                           | Okt. 2005 Neuverlegung: Apr. 2013 | Dr. Hans Pollok (1873–1939) |
| | HIER WOHNTE HEINZ POLLOK GEN. PONS JG. 1908 STUDIENVERBOT NOV. 1934 FLUCHT 1937 FRANKREICH USA                                                                                  | Günterstalstraße 32                                                           | 25. Okt. 2019                     | Heinz Pollok gen. Pons (1908–) |
| | HIER WOHNTE WALTER POLLOK GEN. PONS JG. 1904 STUDIENVERBOT NOV. 1934 FLUCHT 1937 USA                                                                                            | Günterstalstraße 32                                                           | 25. Okt. 2019                     | Walter Pollok gen. Pons (1904–) |
| Bild gesucht Die Wikipedia wünscht sich an dieser Stelle ein Bild vom Ort mit diesen Koordinaten 47.988749 7.841579 . Motiv: Kronenstraße 18: Stolpersteine für Familie Rawitscher Falls du dabei helfen möchtest, erklärt die Anleitung , wie das geht. BW                     | HIER WOHNTE CHARLOTTE KLARA RAWITSCHER GEB. OBERLÄNDER JG. 1896 FLUCHT 1934 BRASILIEN                                                                                           | Kronenstraße 18                                                               | 9. Sep. 2022                      | Charlotte Klara Rawitscher geb. Oberländer (1896–) |
| | HIER WOHNTE EMIL RAWITSCHER JG. 1872 ZWANGSVERKAUF DES GESCHÄFTS GEDEMÜTIGT / ENTRECHTET TOT 28.9.1937                                                                          | Bayernstraße 16 (Lage)                                                        | 10. Sep. 2015                     | Emil Rawitscher (1872–1937) |
| | HIER WOHNTE ERIKA RAWITSCHER JG. 1926 SCHULVERBOT 1933 FLUCHT 1934 BRASILIEN | Kronenstraße 18                                                               | 9. Sep. 2022                      | Erika Rawitscher (1926–) |
| | HIER WOHNTE DR. FELIX KURT RAWITSCHER JG. 1890 FLUCHT 1934 BRASILIEN | Kronenstraße 18                                                               | 9. Sep. 2022                      | Dr. Felix Kurt Rawitscher (1890–) |
| | HIER WOHNTE FLORA RAWITSCHER GEB. FEIBELSOHN JG. 1887 FLUCHT 1937 SCHWEIZ JUGOSLAWIEN, UNGARN VERHAFTET 16.6.1944 DEPORTIERT 1944 ERMORDET IN AUSCHWITZ                         | Bayernstraße 16 (Lage)                                                        | 10. Sep. 2015                     | Flora Rawitscher geb. Feibelsohn (1887–1944/45) |
| | HIER WOHNTE HEINRICH RAWITSCHER JG. 1928 FLUCHT 1934 BRASILIEN | Kronenstraße 18                                                               | 9. Sep. 2022                      | Heinrich Rawitscher (1928–) |
| | HIER WOHNTE CÄCILIE 'LILLY' RECKENDORF JG. 1889 BERUFSVERBOT 1933 DEPORTIERT 1940 GURS GEFLOHEN 1942 IN EIN KLOSTER FLUCHT MIT HILFE 1943 SCHWEIZ                               | Maximilianstraße 34 (Lage)                                                    | 23. Sep. 2020                     | Cäcilie Reckendorf, genannt Lilly (1889–) |
| Bild gesucht Die Wikipedia wünscht sich an dieser Stelle ein Bild vom Ort mit diesen Koordinaten 47.986762 7.852363 . Motiv: Glümerstraße 21: der Stolperstein für Berta und Klara Rehfeld Falls du dabei helfen möchtest, erklärt die Anleitung , wie das geht. BW             | HIER WOHNTE BERTA REHFELD JG. 1874 DEPORTIERT 1940 GURS INTERNIERT NOE BEFREIT                                                                                                  | Glümerstraße 21                                                               | 10. Okt. 2017                     | Berta Rehfeld (1874–) |
| Bild gesucht Die Wikipedia wünscht sich an dieser Stelle ein Bild vom Ort mit diesen Koordinaten 47.986762 7.852363 . Motiv: Glümerstraße 21: der Stolperstein für Berta und Klara Rehfeld Falls du dabei helfen möchtest, erklärt die Anleitung , wie das geht. BW             | HIER WOHNTE KLARA REHFELD JG. 1871 DEPORTIERT 1940 GURS INTERNIERT NOE HOSPICE MONTAUBAN BEFREIT                                                                                | Glümerstraße 21                                                               | 10. Okt. 2017                     | Klara Rehfeld (1871–) |
| | HIER WOHNTE DAVID REICHMANN JG. 1920 SCHULVERBOT 1933 FLUCHT 1934 HOLLAND INTERNIERT WESTERBORK DEPORTIERT 1944 THERESIENSTADT 1944 AUSCHWITZ BEFREIT                           | Scheffelstraße 26 (Lage)                                                      | Jan. 2005                         | David Reichmann (1920–) |
| | HIER WOHNTE ERNA REICHMANN JG. 1923 SCHULVERBOT 1933 FLUCHT 1934 HOLLAND INTERNIERT WESTERBORK BEFREIT                                                                          | Scheffelstraße 26 (Lage)                                                      | Jan. 2005                         | Erna Reichmann (1923–) |
| | HIER WOHNTE JAKOB REICHMANN JG. 1891 FLUCHT 1934 HOLLAND KZ WESTERBORK THERESIENSTADT AUSCHWITZ BEFREIT                                                                         | Scheffelstraße 26 (Lage)                                                      | Jan. 2005                         | Jakob Reichmann (1891–) |
| | HIER WOHNTE LEONI REICHMANN JG. 1890 SCHULVERBOT 1933 FLUCHT 1934 HOLLAND DEPORTIERT THERESIENSTADT ERMORDET 1944 AUSCHWITZ                                                     | Scheffelstraße 26 (Lage)                                                      | Jan. 2005                         | Leonie Reichmann (1890–1944) |
| | HIER WOHNTE MARGARETE REICHMANN JG. 1924 SCHULVERBOT 1933 FLUCHT 1934 HOLLAND INTERNIERT WESTERBORK BEFREIT                                                                     | Scheffelstraße 26 (Lage)                                                      | Jan. 2005                         | Margarete Reichmann (1924–) |
| | HIER WOHNTE RUTH REICHMANN JG. 1922 SCHULVERBOT 1933 FLUCHT 1934 HOLLAND INTERNIERT WESTERBORK BEFREIT                                                                          | Scheffelstraße 26 (Lage)                                                      | Jan. 2005                         | Ruth Reichmann (1922–) |
| | HIER WOHNTE ANNA REISS GEB. BAER JG. 1870 THERESIENSTADT TOT 8.9.1942 | Goethestraße 37 (Lage)                                                        | Jan. 2004                         | Anna Reiss geb. Baer (1870–1942) |
| Bild gesucht Die Wikipedia wünscht sich an dieser Stelle ein Bild vom Ort mit diesen Koordinaten 47.985461 7.853928 . Motiv: Hildastraße 64:Stolpersteine für Familie Rosenberger Falls du dabei helfen möchtest, erklärt die Anleitung , wie das geht. BW                      | HIER WOHNTE MARTHA ROSENBERGER GEB. STERN JG. 1891 DEPORTIERT 1942 THERESIENSTADT BEFREIT / ÜBERLEBT                                                                            | Hildastraße 64 (Lage)                                                         | 10. Sep. 2015                     | Martha Rosenberger geb. Stern (1891– ) |
| | HIER WOHNTE NATHAN ROSENBERGER JG. 1898 DEPORTIERT 1942 THERESIENSTADT BEFREIT / ÜBERLEBT                                                                                       | Hildastraße 64 (Lage)                                                         | 10. Sep. 2015                     | Nathan Rosenberger (1898–1953) |
| | HIER WOHNTE RITA ROSENBERGER JG. 1925 DEPORTIERT 1942 THERESIENSTADT BEFREIT / ÜBERLEBT                                                                                         | Hildastraße 64 (Lage)                                                         | 10. Sep. 2015                     | Rita Rosenberger (1925– ) Biografie |
| Bild gesucht Die Wikipedia wünscht sich an dieser Stelle ein Bild vom Ort mit diesen Koordinaten 47.986512 7.855715 . Motiv: Zasiusstraße 53: Stolpersteine für Familie Rosenthal Falls du dabei helfen möchtest, erklärt die Anleitung , wie das geht. BW                      | HIER WOHNTE BETTY ROSENTHAL GEB. WIMPFHEIMER JG. 1890 DEPORTIERT 1940 GURS ERMORDET 1942 IN AUSCHWITZ                                                                           | Zasiusstraße 53 (Lage)                                                        | 9. Sep. 2022                      | Betty Rosenthal geb. Wimpfheimer (1890–1942) |
| | HIER WOHNTE GERTRAUD ROSENTHAL JG. 1922 SCHULVERBOT 1934 DEPORTIERT 1940 GURS INTERNIERT RIVESALTES FLUCHT 1942 MIT HILFE SPANIEN, PORTUGAL USA                                 | Zasiusstraße 53 (Lage)                                                        | 9. Sep. 2022                      | Gertrud Rosenthal (1922– ) |
| | HIER WOHNTE PAUL MICHAEL ROSENTHAL JG. 1885 VERHAFTET 1938 KZ DACHAU DEPORTIERT 1940 GURS ERMORDET 1942 IN AUSCHWITZ                                                            | Zasiusstraße 53 (Lage)                                                        | 9. Sep. 2022                      | Paul Michael Rosenthal (1885–1942) |
| Bild gesucht Die Wikipedia wünscht sich an dieser Stelle ein Bild vom Ort mit diesen Koordinaten 47.985942 7.852882 . Motiv: Erwinstraße 35: Stolperstein für Elsbeth Rothschild Falls du dabei helfen möchtest, erklärt die Anleitung , wie das geht. BW                       | HIER WOHNTE ELSBETH ROTHSCHILD JG. 1862 [...] ERMORDET 19.1.1943 | Erwinstraße 35                                                                | Sep. 2006                         | Elsbeth Rothschild (1862–1943) |
| Bild gesucht Die Wikipedia wünscht sich an dieser Stelle ein Bild vom Ort mit diesen Koordinaten 47.986745 7.858999 . Motiv: Zasiusstraße 75: Stolpersteine für das Ehepaar Rothschild Falls du dabei helfen möchtest, erklärt die Anleitung , wie das geht. BW                 | HIER WOHNTE ERNST ROTHSCHILD JG. 1895 1937 GESCHÄFT 'ARISIERT' FLUCHT 1937 USA                                                                                                  | Zasiusstraße 75                                                               | 9. Sep. 2022                      | Ernst Rothschild (1895–) |
| | HIER WOHNTE GERTRUD LUISE ROTHSCHILD JG. 1895 1937 GESCHÄFT 'ARISIERT' FLUCHT 1937 USA                                                                                          | Zasiusstraße 75                                                               | 9. Sep. 2022                      | Gertrud Luise Rothschild geb. Marx (1896–) |
| | HIER WOHNTE CHRISTINE SCHAFFNER JG. 1857 DEPORTIERT 1940 GURS ERMORDET 24.2.1941                                                                                                | Hildastraße 31                                                                | 10. Sep. 2015                     | Christine Schaffner (1857–1941) |
| Bild gesucht Die Wikipedia wünscht sich an dieser Stelle ein Bild vom Ort mit diesen Koordinaten 47.984687 7.838836 . Motiv: Lorettostraße 50: der Stolperstein für Barbara Berta Schels Falls du dabei helfen möchtest, erklärt die Anleitung , wie das geht. BW               | HIER WOHNTE BARBARA BERTHA SCHELS GEB. EPPSTEINER JG. 1882 'MISCHEHE' 1938 UNTER ZWANG GESCHIEDEN DEPORTIERT 1942 TRANS-GHETTO IZBICA ERMORDET                                  | Lorettostraße 50                                                              | 26. Nov. 2023                     | Barbara Berta Schels geb. Eppsteiner (1882–1942/45) |
| Stolpersteine Zasiusstraße 89 | HIER WOHNTE ANTONIE 'TONI' SCHWARZ JG. 1885 DEPORTIERT 1940 GURS 1942 HOSPIZ BEAULIEU CORREZE BEFREIT / ÜBERLEBT                                                                | Zasiusstraße 89 (Lage)                                                        | 10. Sep. 2015                     | Antonie Schwarz, genannt Toni (1885–) |
| Stolpersteine Zasiusstraße 89 | HIER WOHNTE JEANNETTE SCHWARZ GEB. WEILL JG. 1857 DEPORTIERT 1940 GURS 1942 HOSPIZ BEAULIEU CORREZE BEFREIT / ÜBERLEBT                                                          | Zasiusstraße 89 (Lage)                                                        | 10. Sep. 2015                     | Jeannette Schwarz (1882–1942/45) |
| | HIER WOHNTE MARGARETE SEITZ GEB. KOSSMANN JG. 1880 VERHAFTET 1935 'HOCHVERRAT' 'WEHRKRAFTZERSETZUNG' GEFÄNGNIS BERLIN HINGERICHTET 16.12.1943 BERLIN-PLÖTZENSEE                 | Brombergstraße 16                                                             | 14. Sep. 2012                     | Margarete Seitz geb. Kossmann (1880–1943) Für Margarete Seitz wurde auch vor der ehemaligen Gestapo-Zentrale in der Kaiser-Josef-Straße ein Stolperstein verlegt. (siehe Liste der Stolpersteine in der Altstadt von Freiburg im Breisgau) |
| Bild gesucht Die Wikipedia wünscht sich an dieser Stelle ein Bild vom Ort mit diesen Koordinaten 47.986502 7.856824 . Motiv: Zasiusstraße 59: Stolpersteine für Familie Sonnenfeld Falls du dabei helfen möchtest, erklärt die Anleitung , wie das geht. BW                     | HIER WOHNTE ILONA SONNENFELD JG. 1875 AUSGEWIESEN 8.12.1939 VERSTECKT IN MÜNCHEN DEPORTIERT 1941 KOWNO FORT IX MASSENERSCHIESSUNG 25.11.1941                                    | Zasiusstraße 59                                                               | 9. Sep. 2022                      | Ilona Sonnenfeld (1875–1941) |
| | HIER WOHNTE IRENE SONNENFELD JG. 1897 AUSGEWIESEN 8.12.1939 VERSTECKT IN MÜNCHEN DEPORTIERT 1941 KOWNO FORT IX MASSENERSCHIESSUNG 25.11.1941                                    | Zasiusstraße 59                                                               | 9. Sep. 2022                      | Irene Sonnenfeld (1897–1941) |
| | HIER WOHNTE DR. EDITH STEIN JG. 1891 FLUCHT 1938 HOLLAND LAGER WESTERBORK 1942 ERMORDET 1942 IN AUSCHWITZ                                                                       | Goethestraße 63 (Lage)                                                        | Jul. 2004                         | Dr. Edith Stein (1891–1942). Für Edith Stein, als Ordensschwester Teresia Benedicta vom Kreuz, wurde auch ein Stolperstein vor dem Kloster St. Lioba (Riedbergstraße 1) in Freiburg-Günterstal verlegt. Weitere Stolpersteine für Edith Stein finden sich in Köln, Wrocław (ehemals Breslau, Polen) und Echt-Susteren (Niederlande) (siehe: Gedenken an Edith Stein). |
| Stolperstein für Edith Stein (Zasiusstraße 24) | HIER WOHNTE DR. EDITH STEIN JG. 1891 FLUCHT 1938 HOLLAND LAGER WESTERBORK 1942 ERMORDET 1942 IN AUSCHWITZ                                                                       | Zasiusstraße 24 (Lage)                                                        | Jul. 2004                         | Dr. Edith Stein (1891–1942). Für Edith Stein, als Ordensschwester Teresia Benedicta vom Kreuz, wurde auch ein Stolperstein vor dem Kloster St. Lioba (Riedbergstraße 1) in Freiburg-Günterstal verlegt. Weitere Stolpersteine für Edith Stein finden sich in Köln, Wrocław (ehemals Breslau, Polen) und Echt-Susteren (Niederlande) (siehe: Gedenken an Edith Stein). |
| | HIER WOHNTE FRANZISKA STEINITZ JG. 1875 DEPORTIERT 1940 GURS TOT AM 2.1.1942 | Prinz-Eugen-Straße 9 (Lage)                                                   | Jan. 2003                         | Franziska Steinitz (1875–1942) war Romanistin und Übersetzerin. |
| | HIER WOHNTE PAUL STEINITZ JG. 1869 DEPORTIERT 1940 GURS TOT AM 9.1.1942 | Prinz-Eugen-Straße 9 (Lage)                                                   | Jan. 2003                         | Paul Steinitz (1869–1942) |
| | HIER WOHNTE HARRY STERN JG. 1865 FLUCHT 1939 HOLLAND DEPORTIERT 1943 SOBIBOR ERMORDET 16.4.1943                                                                                 | Basler Straße 19 (Lage)                                                       | Nov. 2006                         | Harry Stern (1865–1943) |
| | HIER WOHNTE JULIE REGINE STERN GEB. DARNBACHER JG. 1875 FLUCHT 1939 HOLLAND DEPORTIERT 1943 SOBIBOR ERMORDET 16.4.1943                                                          | Basler Straße 19 (Lage)                                                       | Nov. 2006                         | Julie Regine Stern geb. Darnbacher (1875–1943) |
| | HIER WOHNTE JUDITHA 'IDA' STERNWEILER GEB. HEIM JG. 1875 FLUCHT 1939 SÜDAFRIKA                                                                                                  | Bayernstraße 8 (Lage)                                                         | 26.Okt. 2016                      | Juditha Sternweiler geb. Heim (1875–) |
| | HIER WOHNTE LUDWIG STERNWEILER JG. 1873 'SCHUTZHAFT'1938 DACHAU ZWANGSVERKAUF DES GESCHÄFTS FLUCHT 1939 SÜDAFRIKA                                                               | Bayernstraße 8 (Lage)                                                         | 26.Okt. 2016                      | Ludwig Sternweiler (1875–) |
| Bild gesucht Die Wikipedia wünscht sich an dieser Stelle ein Bild vom Ort mit diesen Koordinaten 47.987857 7.853569 . Motiv: Scheffelstraße 35: Stolperstein für Bertha Strack Falls du dabei helfen möchtest, erklärt die Anleitung , wie das geht. BW                         | HIER WOHNTE BERTHA STRACK JG. 1881 EINGEWIESEN 24.4.1934 PSYCHIATRIE FREIBURG 'VERLEGT' 6.8.1940 GRAFENECK ERMORDET 6.8.1940 'AKTION T4'                                        | Scheffelstraße 35 (Lage)                                                      | 10. Okt. 2017                     | Bertha Strack (1875–) |
| | HIER WOHNTE ELSE ULLMANN GEB. HEILBRONNER JG. 1889 DEPORTIERT 1940 GURS ERMORDET 1942 IN AUSCHWITZ                                                                              | Erwinstraße 41a (Lage)                                                        | Sep. 2009                         | Elsa Ullmann geb. Heilbronner (1889–1942) |
| | HIER WOHNTE OSKAR ULLMANN JG. 1879 DEPORTIERT 1940 GURS ERMORDET 1942 IN AUSCHWITZ                                                                                              | Erwinstraße 41a (Lage)                                                        | Sep. 2009                         | Oskar Ullmann (1879–1942) |
| Bild gesucht Die Wikipedia wünscht sich an dieser Stelle ein Bild vom Ort mit diesen Koordinaten 47.988149 7.857361 . Motiv: Dreikönigstraße 13: die Stolpersteine für Familien Wachenheimer und Weil Falls du dabei helfen möchtest, erklärt die Anleitung , wie das geht. BW  | HIER WOHNTE LINA WACHENHEIMER GEB. WEISSMANN JG. 1862 DEPORTIERT 1940 GURS 1941 FLUCHT USA                                                                                      | Dreikönigstraße 13                                                            | Sep. 2006                         | Lina Wachenheimer geb. Weissmann (1862–1948) |
| | HIER WOHNTE TONI WAELDER-KUGLER JG. 1906 1935 ERZWUNGENE GESCHÄFTSAUFGABE FLUCHT 1939 USA                                                                                       | Schillerstraße 2 (Lage)                                                       | 25. Okt. 2019                     | Toni Waelder-Kugler (1906–1954/60) |
| | HIER WOHNTE HELENE 'HELY' WAELDER-NEUBERGER JG. 1907 FLUCHT ITALIEN 1939 USA | Schillerstraße 2 (Lage)                                                       | 25. Okt. 2019                     | Helene Waelder-Neuberger (1907–1967) |
| | HIER WOHNTE AGHES WEIGERT GEB. LEVYSOHN JG. 1854 DEPORTIERT 1940 GURS TOT 4.9.1941                                                                                              | Zasiusstraße 119                                                              | 14. Sep. 2012                     | Agnes Weigert geb. Levysohn (1892–1941) |
| | HIER WOHNTE ERNA WEIL JG. 1915 FLUCHT 1938 SCHWEIZ ENGLAND 1940 USA | Dreikönigstraße 13                                                            | 9. Sep. 2022                      | Erna Weil (1915–) |
| | HIER WOHNTE HILDE WEIL GEB. WACHENHEIMER JG. 1915 DEPORTIERT 1940 GURS INTERNIERT MARSEILLE FLUCHT PORTUGAL 1941 USA                                                            | Dreikönigstraße 13                                                            | 9. Sep. 2022                      | Hilde Weil (1888–) |
| | HIER WOHNTE LISA WEIL JG. 1915 FLUCHT 1938 SCHWEIZ ENGLAND 1940 USA | Dreikönigstraße 13                                                            | 9. Sep. 2022                      | Lisa Weil (1915–) |
| | HIER WOHNTE MARIANNE WEIL GEB. HIRCHLER JG. 1915 FLUCHT 1938 SCHWEIZ USA ÜBERLEBT                                                                                               | Prinz-Eugen-Straße 26 (Lage)                                                  | 1. Sep. 2013                      | Marianne Weil geb. Hirschler (1904–1998) |
| | HIER WOHNTE MORITZ WEIL JG. 1895 FLUCHT 1938 SCHWEIZ USA ÜBERLEBT | Prinz-Eugen-Straße 26 (Lage)                                                  | 1. Sep. 2013                      | Moritz Weil (1895–1984) |
| | HIER WOHNTE THEODOR WEIL JG. 1880 1938 GESCHÄFT 'ARISIERT' 'SCHUTZHAFT' 1938 DACHAU DEPORTIERT 1940 GURS INTERNIERT LES MILLES FLUCHT 1941 SPANIEN, PORTUGAL 1941 USA           | Dreikönigstraße 13                                                            | 9. Sep. 2022                      | Theodor Weil (1880–) |
| | HIER WOHNTE TONY WEIL JG. 1918 SCHULVERBOT 1933 FLUCHT 1938 SCHWEIZ ENGLAND 1940 USA                                                                                            | Dreikönigstraße 13                                                            | 9. Sep. 2022                      | Tony Weil (1918–) |
| | HIER WOHNTE FANNY WEINBERG GEB. MODEL JG. 1897 DEPORTIERT 1940 GURS INTERNIERT DRANCY 1942 AUSCHWITZ ERMORDET                                                                   | Schillerstraße 44                                                             | 9. Sep. 2022                      | Fanny Weinberg geb. Model (1897–1942/45) |
| | HIER WOHNTE MAX WEINBERG JG. 1885 BERUFSVERBOT 1935 DEPORTIERT 1940 GURS INTERNIERT DRANCY 1942 AUSCHWITZ ERMORDET                                                              | Schillerstraße 44                                                             | 9. Sep. 2022                      | Max Weinberg (1885–1942/45) |
| | HIER WOHNTE JOHANNA WEINHEIM GEB. PICK JG. 1895 DEPORTIERT 1942 TREBLINKA ERMORDET 1.10.1942                                                                                    | Talstraße 34 (Lage)                                                           | 14. Sep. 2012                     | Johanna Weinheim geb. Pick (1895–1942) |
| | HIER WOHNTE RENÉE WEINHEIM JG. 1936 DEPORTIERT 1942 TREBLINKA ERMORDET 1.10.1942                                                                                                | Talstraße 34 (Lage)                                                           | 14. Sep. 2012                     | Renée Weinheim (1936–1942) |
| | HIER WOHNTE HANS WINTERHALTER JG. 1907 VERHAFTET 1939 KZ SACHSENHAUSEN ERMORDET 2.12.1942                                                                                       | Fürstenbergstraße 7 (Lage)                                                    | Okt. 2005                         | Hans Winterhalter (1907–1942) |
| Bild gesucht Die Wikipedia wünscht sich an dieser Stelle ein Bild vom Ort mit diesen Koordinaten 47.985003 7.855423 . Motiv: Urachstraße 37: die Stolpersteine für die Familie Wolf Falls du dabei helfen möchtest, erklärt die Anleitung , wie das geht. BW                    | HIER WOHNTE HERBERT WOLF JG. 1912 VERHAFTET VON GESTAPO VERHÖRT GEFÄNGNIS FREIBURG ENTLASSEN 1939 FLUCHT 1939 USA                                                               | Urachstraße 37 (Lage)                                                         | 25. Okt. 2019                     | Herbert Wolf (1912–) |
| Bild gesucht Die Wikipedia wünscht sich an dieser Stelle ein Bild vom Ort mit diesen Koordinaten 47.985287 7.838096 . Motiv: Reiterstraße 25: Stolperstein für Liselotte Wolf Falls du dabei helfen möchtest, erklärt die Anleitung , wie das geht. BW                          | HIER WOHNTE LISELOTTE E. WOLF JG. 1916 EINGEWIESEN 1938 PFLEGEANSTALT FREIBURG 1937 EMMENDINGEN 'VERLEGT' 30.9.1940 GRAFENECK ERMORDET 30.9.1940 AKTION T4                      | Reiterstraße 25 (Lage)                                                        | 10. Sep. 2015                     | Liselotte E. Wolf (1916–1940) |
| | HIER WOHNTE MARGARETE WOLF GEB. HERZBERG JG. 1885 FLUCHT 1939 SCHWEIZ, FRANKREICH 1944 USA                                                                                      | Urachstraße 37 (Lage)                                                         | 25. Okt. 2019                     | Margarete Wolf geb. Herzberg (1885–) |
| Bild gesucht Die Wikipedia wünscht sich an dieser Stelle ein Bild vom Ort mit diesen Koordinaten 47.985247 7.851454 . Motiv: Urachstraße 17: der Stolperstein für Max Wolf Falls du dabei helfen möchtest, erklärt die Anleitung , wie das geht. BW                             | HIER WOHNTE MAX WOLF JG. 1879 VERHAFTET 1939 GEFÄNGNIS FREIBURG ENTLASSEN 1939 FLUCHT 1939 ENGLAND                                                                              | Urachstraße 17                                                                | 10. Okt. 2017                     | Max Wolf (1879–1942) |
| | HIER WOHNTE HANS WOLFF JG. 1911 BERUFSVERBOT 1933 MEHRMALS GEFLÜCHTET 1933 ENGLAND FRANKREICH, SCHWEIZ IMMER ZURÜCKGEKEHRT FLUCHT ITALIEN 1939 ENGLAND                          | Günterstalstraße 61 (Lage)                                                    | 22. Nov. 2023                     | Hans Wolff (1911–) |
| | HIER WOHNTE MARGOT WOLFF VERH. WEYL JG. 1907 FLUCHT 1934 HOLLAND INTERNIERT 1942 WESTERBORK BEFREIT                                                                             | Günterstalstraße 61 (Lage)                                                    | 22. Nov. 2023                     | Margot Wolff verh. Weyl (1907–) |
| | HIER WOHNTE WILLY WOLFF JG. 1871 'SCHUTZHAFT' 1938 FLUCHT 1939 HOLLAND INTERNIERT WESTERBORK DEPORTIERT 1944 THERESIENSTADT BEFREIT                                             | Günterstalstraße 61 (Lage)                                                    | 22. Nov. 2023                     | Willy Wolff (1871–) |

### Stolperstein vor der Gestapo-Zentrale
| Bild | Inschrift                                                                                     | Verlegeort                                                                        | Verlege- datum | Bemerkungen |
| ---- | --------------------------------------------------------------------------------------------- | --------------------------------------------------------------------------------- | -------------- | --- |
|      | GESTAPO ZENTRALE 1941–1945 HIER WURDEN NAZI-GEGNER VERHÖRT, GEDEMÜTIGT MISSHANDELT, GEFOLTERT | Goethestraße 33 heute:„Liefmann-Haus“ (Gästehaus der Universität Freiburg) (Lage) | 10. Sep. 2015  | Gestapo-Zentrale Vor dem Haus Goethestraße 33 liegen auch drei Stolpersteine für die Geschwister Else Liefmann, Martha Liefmann und Robert Liefmann. |